# Abass Bundu
Pour les articles homonymes, voir Bundu.
Abass Chernor Bundu né le 3 juin 1948 à Gbinti, district de Port Loko, est un politicien sierra-léonais, diplomate et actuel président du Parlement de la Chambre de la Sierra Leone, en fonction depuis le 25 avril 2018 , .
Bundu a été élu président en recevant 70 voix au Parlement. La principale opposition, le Congrès du peuple, qui a remporté le plus de sièges au Parlement, a boycotté le processus électoral en signe de protestation et n'a pas désigné de candidat à la présidence   .
Bundu est un homme politique chevronné, un allié très proche et un ami personnel du président de la Sierra Leone, Julius Maada Bio.
Avant d'être élu président, Bundu était le président régional du nord du Parti populaire de la Sierra Leone (SLPP). Il est l'un des membres les plus haut placés et l'un des membres les plus influents du Parti populaire de la Sierra Leone au pouvoir.

## Parcours politique
En 1989 Bundu devient secrétaire exécutif de la Communauté économique des États de l'Afrique de l'Ouest. Le Guinéen Édouard Benjamin lui succède en 1993.
Bundu était à la tête de plusieurs ministères en Sierra Leone, dont les Affaires étrangères et l'Agriculture.
Il était le candidat présidentiel du Parti populaire progressiste (PPP), aujourd'hui disparu, lors de l'élection présidentielle de 1996, où il a été battu au premier tour de scrutin après avoir remporté 2,9 % des voix.

## Biographie et études

### Biographie
Il est né dans une famille qui au premier plan sont des Peuls et Temne descentes. Abass Bundu a grandi dans un foyer musulman profondément religieux et lui-même est un musulman dévot.

### Études
Bundu a fréquenté l'école secondaire St. Andrews de Bo, l'école secondaire méthodiste pour garçons de Freetown et l' école secondaire St. Edward's également de Freetown. Pendant ses études secondaires, Bundu était un élève très brillant et il était très admiré par ses camarades et ses professeurs.
Immédiatement après l'école secondaire, Bundu a quitté la Sierra Leone dans sa jeunesse et a déménagé à l'étranger pour poursuivre ses études. Il est titulaire d'un baccalauréat en droit de l'Université nationale d'Australie et d'une maîtrise en droit et d'un doctorat en droit international de l'Université de Cambridge en Angleterre. Il est également avocat au barreau.

## Parcours professionnel
Les nombreux postes de Bundu comprennent: directeur adjoint des affaires internationales et consultant en droit constitutionnel au Secrétariat du Commonwealth à Londres de 1975 à 1982 ; Secrétaire exécutif de la Communauté économique des États d'Afrique de l'ouest (CEDEAO) de 1989 à 1993.
Il est, de 1982 à 1985, ministre de l'Agriculture puis, de 1994 à 1995, ministre des Affaires étrangères.

## Ouvrages
Expert des affaires ouest-africaines et un expert en droit constitutionnel et international, Bundu écrit :  
- La démocratie par la force ? , une analyse critique de la guerre civile en Sierra Leone [5]

## Opposition au président Momoh
En 1991, le Dr Bundu a vivement critiqué le gouvernement du président Joseph Saidu Momoh en raison des clauses que son parti souhaitait ajouter à la constitution de la Sierra Leone. Il a ensuite été contraint de quitter le Congrès du peuple (APC).
M. Bundu a contesté les élections de 1996 comme n'étant pas démocratiquement libres et équitables.

## La campagne présidentielle
En 1996, Bundu a formé son propre parti politique et s'est présenté aux élections présidentielles en Sierra Leone.

## Election présidentielle
Candidat à la présidentielle de 1996, Bundu n'a pas réussi à recueillir beaucoup de soutien lors des élections et obtient un peu moins de 30 000 voix et 2,9 % du vote national.

## Allégations de corruption et d'exonération
En 1996, Bundu a été poursuivi pour vente illégale présumée de passeports sierra-léonais dans le cadre du programme d'investissement dans l'immigration. En octobre 2005, le gouvernement de la Sierra Leone a abandonné les poursuites et a exonéré publiquement Bundu de tout acte répréhensible fondé sur de nouvelles preuves qui, si elles avaient été disponibles en 1996, n'auraient donné lieu à aucune poursuite.